# Miniopterus sororculus
Miniopterus sororculus is een zoogdier uit de familie van de gladneuzen (Vespertilionidae). De wetenschappelijke naam van de soort werd voor het eerst geldig gepubliceerd door Goodman, Ryan, Maminirina, Fahr, Christidis & Appleton in 2007.